# Cèl·lula cromafí
Les cèl·lules cromafins, feocromòcits o cèl·lules feocromes, són cèl·lules neuroendocrines que es troben majoritàriament a la medul·la de les glàndules suprarenals dels mamífers. Aquestes cèl·lules serveixen una gran varietat de funcions, com servir de resposta a l'estrès, supervisar les concentracions de diòxid de carboni i oxigen al cos, el manteniment de la respiració i la regulació de la pressió arterial. Es troben a prop dels ganglis simpàtics presinàptics del sistema nerviós simpàtic, amb els quals es comuniquen, i estructuralment són similars a les neurones simpàtiques postsinàptiques. Per activar les cèl·lules cromafins, el nervi esplàncnic del sistema nerviós simpàtic allibera acetilcolina, que després s'uneix als receptors nicotínics de l'acetilcolina a la medul·la suprarenal. Això provoca l'alliberament, per part de les cèl·lules cromafins, de catecolamines: ~ 80% d'adrenalina i ~ 20% de noradrenalina a la circulació sistèmica amb efectes sistèmics sobre múltiples òrgans (de manera similar a les neurones secretores de l'hipotàlem), i també poden enviar senyals paracrins. D'aquí que s'anomenin cèl·lules neuroendocrines.